# Kroatiens olympiska kommitté

Kroatiska olympiska kommitténs officiella logotyp.

Kroatiens olympiska kommitté (kroatiska: Hrvatski olimpijski odbor, förkortat HOO) är den nationella olympiska kommittén i Kroatien. Den ideella organisationen är det högsta beslutande organet i Kroatien för Olympiska spelen och ansvarigt för det kroatiska deltagandet i olympiska spel. Kroatiens olympiska kommitté har sitt säte i Bjelolasica.

## Historik
1991 valde Kroatien att utträda ur den sydslaviska federationen Jugoslavien och den 10 september 1991 grundades Kroatiska olympiska kommittén i Zagreb. Den 17 januari 1992 erkändes kommittén tillfälligt av Internationella olympiska kommittén (IOK) vilket möjliggjorde att Kroatien 1992 för första gången kunde deltaga vid ett OS under egen flagga. Den 24 september 1993 erkändes Kroatiens olympiska kommitté permanent av IOK.

## Ordförande[2]
| Namn           | År        |
| -------------- | --------- |
| Antun Vrdoljak | 1991–2000 |
| Zdravko Hebel  | 2000–2002 |
| Zlatko Mateša  | 2002-     |

## Generalsekreterare[3]
| Namn                | År        |
| ------------------- | --------- |
| Slavko Podgorelec   | 1991-2000 |
| Josip Čop           | 2001–2002 |
| Andrija Mijačika    | 2001-2002 |
| Josip Guberina      | 2002      |
| Ivica Miočić Stošić | 2002–2004 |
| Josip Čop           | 2005-     |

## Kroatiska ledamöter i IOK
Sedan grundandet av Internationella olympiska kommittén har tre kroater varit ledamöter av kommittén.
| Namn           | År        |
| -------------- | --------- |
| Franjo Bucar   | 1920-1946 |
| Boris Bakrac   | 1960–1987 |
| Antun Vrdoljak | 1995-     |

### Fotnoter
1. 1 2  Hoo.hr Arkiverad 16 februari 2014 hämtat från the Wayback Machine. - Kroatiska olympiska kommitténs officiella webbplats (engelska)
2. ↑  Hoo.hr Arkiverad 16 februari 2014 hämtat från the Wayback Machine. (engelska)
3. ↑  Hoo.hr Arkiverad 16 februari 2014 hämtat från the Wayback Machine. (engelska)
4. ↑  Hoo.hr Arkiverad 16 februari 2014 hämtat från the Wayback Machine. (engelska)